# Donnelly Rhodes
Donnelly Rhodes (Winnipeg, Manitoba, 1937. december 14. – Maple Ridge, Brit Columbia, 2018. január 8.) kanadai színész.

## Fontosabb filmjei

### Mozifilmek
| Év   | Cím                                   | Eredeti cím                        | Szerep               | Magyar hangja    |
| ---- | ------------------------------------- | ---------------------------------- | -------------------- | ---------------- |
| 1967 | Szelíd pisztoly                       | Gunfight in Abilene                | Joe Slade            |                  |
| 1969 | Butch Cassidy és a Sundance kölyök    | Butch Cassidy and the Sundance Kid | Macon                |                  |
| 1969 | Személyiségcsere                      | Change of Mind                     | Roger Morrow         |                  |
| 1973 |                                       | The Neptune Factor                 | Diver Bob Cousins    |                  |
| 1973 |                                       | The Hard Part Begins               | Jim King             |                  |
| 1976 | Drága kisfiam                         |                                    | Mike (Balogh Miklós) | Sztankay István  |
| 1978 |                                       | Goldenrod                          | Keno McLaughlin      |                  |
| 1980 | Szimat nyomozó                        | Oh! Heavenly Dog                   | Montanero            | Jakab Csaba      |
| 1996 | Városi szafari                        | Urban Safari                       | Harry                |                  |
| 2002 | Kutyabajnok                           | Snow Dogs                          | versenyző #1         |                  |
| 2002 | Nyomás alatt                          | Pressure                           | Cooper seriff        | Kristóf Tibor    |
| 2009 | Lezúzva                               | Damage                             | Deacon               |                  |
| 2010 | Ramona és Beezus: A kaland házhoz jön | Ramona and Beezus                  | Crusty, a fotográfus |                  |
| 2010 | Nyomodban a halál                     | Hunt to Kill                       | Westlake seriff      | Cs. Németh Lajos |
| 2010 | Tron: Örökség                         | Tron: Legacy                       | Flynn nagypapa       |                  |
| 2011 | Marley meg én: A kölyökévek           | Marley & Me: The Puppy Years       | Fred Grogan          |                  |
| 2012 |                                       | Barricade                          | Howes seriff         |                  |

### Tv-sorozatok
| Év        | Cím                                                     | Szerep                                     | Megjegyzések                                                  |
| --------- | ------------------------------------------------------- | ------------------------------------------ | ------------------------------------------------------------- |
| 1960      | Bonanza                                                 | Latigo/Little Henchman                     | "The Mission" and "San Francisco"                             |
| 1965–1966 | Laredo                                                  | Bob Jamison / Don Carlos                   | "Rendezvous at Arillo" and "The Would-Be Gentleman of Laredo" |
| 1965      | The Alfred Hitchcock Hour                               | John Cochran                               | "The Trap"                                                    |
| 1965      | Wagon Train                                             | Jeremiah Stewart                           | "The Wanda Snow Story"                                        |
| 1966      | The Road West                                           | Red Eagle                                  | "Pariah"                                                      |
| 1966      | The Virginian                                           | Ben Colby                                  | "The Wolves Up Front, the Jackals Behind"                     |
| 1967      | Custer                                                  | War Cloud                                  | "Dangerous Prey"                                              |
| 1967      | Dundee and the Culhane                                  | Michael                                    | "The Vasquez Brief"                                           |
| 1967      | Tarzan                                                  | Hank                                       | "Hotel Hurricane"                                             |
| 1968–1972 | Mission: Impossible                                     | Joel Morgan / Lou Merrick / Raymond Barret | 3 epizód                                                      |
| 1973      | The Starlost                                            | Roloff                                     | "The Implant People"                                          |
| 1974–1975 | The Young and the Restless (The Young and the Restless) | Phillip Chancellor II                      |                                                               |
| 1978–1981 | Soap                                                    | Dutch Leitner                              | 38 epizód                                                     |
| 1979      | The New Adventures of Wonder Woman                      | Ward Selkirk                               | "A Date with Doomsday"                                        |
| 1980      | The Chisholms                                           | ferences pap                               | "The Siren Song"                                              |
| 1982      | Report to Murphy                                        | Charlie                                    | 6 epizód                                                      |
| 1982      | Cheers                                                  | Leo                                        | "Sam's Women"                                                 |
| 1982      | The Facts of Life                                       | Sal Largo                                  | "Jo's Cousin"                                                 |
| 1982      | Taxi                                                    | Tony apja                                  | "Travels with My Dad"                                         |
| 1982–1983 | Zsarublues (Hill Street Blues)                          | Judge Paul Grogin                          | 4 epizód                                                      |
| 1983      | Gimme a Break!                                          | polgármester                               | "The Centerfold: Part 2"                                      |
| 1983      | Amanda's                                                | Mr. Johnson                                | "You Were Meant for Me"                                       |
| 1984      | Alice                                                   | Frank                                      | "Tommy Goes Overboard"                                        |
| 1984–1985 | Double Trouble                                          | Art Foster                                 | 9 epizód                                                      |
| 1985–1990 | A veszélyes öböl (Danger Bay)                           | Dr. Grant Roberts                          | 122 epizód                                                    |
| 1987      | Öreglányok (The Golden Girls)                           | Jake Smollens                              | "Diamond in the Rough"                                        |
| 1988      | Empty Nest                                              | Leonard                                    | "Harry's Friend"                                              |
| 1991      | Gyilkos sorok (Murder, She Wrote)                       | Ned Jenks                                  | "The Prodigal Father"                                         |
| 1991–1992 | Street Legal                                            | R.J. Williams                              | 10 epizód                                                     |
| 1993      | X-akták (The X-Files)                                   | Jim Parker                                 | "Shapes"                                                      |
| 1998–2005 | A halottkém (Da Vinci's Inquest)                        | Leo Shannon                                | 91 epizód                                                     |
| 1999      | Hope Island                                             | Jake Mitchum                               | "Look One Way and Row Another"                                |
| 2000      | Call of the Wild                                        | Thadeus P. Rossmore                        | "Betrayal"                                                    |
| 2006      | Whistler                                                | Daniel Wallace                             | "In the Air"                                                  |
| 2007      | Psych – Dilis detektívek (Psych)                        | Horace Leland bíró                         | "Cloudy... With a Chance of Murder"                           |
| 2008      | Smallville                                              | Milash                                     | "Quest"                                                       |
| 2008      | The L Word                                              | Jon Smythe ezredes                         | "Lesbians Gone Wild"                                          |
| 2004–2009 | Csillagközi romboló (Battlestar Galactica)              | Dr. Cottle                                 | 36 epizód                                                     |
| 2010      | Tökéletes célpont (Human Target)                        | Guerrero barátja                           | "Pilot"                                                       |
| 2010      | Heartland                                               | Ila Stark                                  | "The Slippery Slope"                                          |
| 2013      | Arctic Air                                              | Virgil Haggard                             | "Skeletons in the Closet"                                     |
| 2015–2016 | The Romeo Section                                       | Mr. Decker - Rufus Decker apja             | 2 epizód                                                      |
| 2016      | The Flash                                               | Smith ügynök                               | "Invasion!"                                                   |
| 2016      | A holnap legendái (Legends of Tomorrow)                 | Agent Smith                                | "Invasion!"                                                   |